# Wishing Well (chanson de Blink-182)
Pour les articles homonymes, voir Wishing Well.
Singles de Blink-182
After Midnight
(2011) Boxing Day
(2012)
Pistes de Neighborhoods
Heart's All Gone
(05) Kaleidoscope
(07)
Wishing Well est une chanson du groupe Blink-182 qui apparaît sur l'album Neighborhoods. Il s'agit du troisième et dernier single tiré de cet album. La version single est sortie en téléchargement légal le 22 novembre 2011, et il n'existe pas de single au format CD. Le clip de la chanson est sorti le 13 février 2012.

## Liste des pistes
| Wishing Well | Wishing Well | Wishing Well | Wishing Well | Wishing Well | Wishing Well | Wishing Well | Wishing Well | Wishing Well | Wishing Well |
| No           | Titre        | Auteur       | Durée        |              |              |              |              |              |              |
| ------------ | ------------ | ------------ | ------------ | ------------ | ------------ | ------------ | ------------ | ------------ | ------------ |
| 1.           | Wishing Well | Blink-182    | 3:20         |              |              |              |              |              |              |
| 3:20         |              |              |              |              |              |              |              |              |              |

## Clip
Le clip de la chanson, sorti le 13 février 2012 montre au début Blink-182 en studio, et la préparation de la tournée, le reste de la vidéo est une compilation de plusieurs live du groupe.

## Collaborateurs
- Tom DeLonge — Chant, Guitare
- Mark Hoppus — Basse
- Travis Barker — Batterie